# Наджми Сани
Мир Ами́р Наджмидди́н Яр-Ахма́д Хузани́ Исфахани́, более известный как Наджми́ Сани́ (перс. نجم ثانی‎) — персидский военачальник, служивший иранскому Шаху Исмаилу Сефеви из династии Сефевидов. Являлся одним из главных и влиятельных военачальников в истории Государства Сефевидов.
Мир Наджмиддин Хузани родился во второй половине XV века в Исфахане, в видной и просвещенной семье Хузани. Его родной брат — Махмуд-Бек Хузани также являлся известной личностью в Исфахане. С юных лет посвятил себя военному делу, получил нисбу «Исфахани». Впоследствии получил прозвище «Наджми Сани» (Второй Наджм), которое заимствовал у жившего в VII веке арабского военачальника, который насаждал ислам на территориях современного Ирана, Афганистана и Средней Азии. В 1509 году умер доверенный наместник Исмаила Сефеви — Мир Наджм Заргар Гилани, и на его место был назначен Мир Наджмиддин Хузани (Наджми Сани). Исмаил Сефеви назначал наместниками исключительно персоязычных иранцев, так как не доверял тюркоязычным военачальникам, хотя сам являлся тюркоязычным иранцем-кызылбашем. Наджми Сани являлся одним из самых доверенных военачальников Исмаила Сефеви, и иранский шах часто отправлял Наджми Сани вместо себя во главе большой армии на военные походы. Наджми Сани защищал Хорасан от нападавших время от времени узбеков-Шейбанидов, и пребывал в основном в Мешхеде.
В это время в Мавераннахре шла острая борьба между Шейбанидами и тимуридом Бабуром. Бабур за короткое время отвоевал большую часть Мавераннахра, в том числе города Бухара и Самарканд, но после знаменитой «битвы у озера Кули-Малик» потерпел поражение и бежал сначала в Самарканд, затем в Гиссар, и впоследствии отступил в Балх. Иранский шах Исмаила Сефеви решил воспользоваться ситуацией так как Сефевиды и Шейбаниды также враждовали между собой и отправил 70-тысячную армию во главе с Наджми Сани.

## Истребление жителей Карши
Осенью 1512 года сефевидские войска во главе с Наджми Сани вторглись в Мавераннахр, перейдя реку Джайхун. Была захвачена большая территория, которая ныне относится к Сурхандарьинскому и Кашкадарьинскому вилаятам Узбекистана. Армией Наджми Сани был осажден город Насаф, и через три дня жители города и оборонявшие город войска сдались, и войска во главе с Наджми Сани вошли в город. Большинство жителей Насафа было убито. По историческим данным, в этой резне погибло свыше 15 тысяч человек, в том числе несколько сеидов, а также поэт Камалиддин Бинаи. Объединенные войска двинулись дальше на северо-запад, в сторону Бухары.

## Гиждуванская битва
В ноябре 1512 года в Гиждуване, недалеко от Бухары состоялась знаменитая «Гиждуванская битва» между войсками иранцев-Сефевидов и армией узбеков-Шейбанидов. Сефевидов в этой битве поддерживал тимурид Бабур. Армией Сефевидов руководил сам Наджми Сани, а армией Шейбанидов руководил Убайдулла-хан. Войска Бабура активно участвовали в сражении, но через некоторое время были в смятении, и невзначай оставили тылы иранцев неприкрытыми, и этим воспользовались узбеки, зайдя в тыл, и ударив со всех сторон армию иранцев. Предвидя поражение, Бабур предложил Наджми Сани отступить назад и закрепиться в Насафе для восстановления сил, но сефевидский военачальник отказался и продолжал сопротивляться ожесточенным нападениям узбеков. Между тем, среди некоторых военачальников-наместников Наджми Сани произошёл раскол, часть сефевидских наместников отказались продолжить сражение, и это повлияло на ход битвы не в пользу иранцев. Ожесточенное сражение закончилось полным разгромом Сефевидов, а Наджми Сани был тяжело ранен. Войска Шейбанидов захватили Наджми Сани в плен, и он был казнен по приказу Убайдулла-хана. Также часть войск Сефевидов была взята в плен. Оставшись без предводителя, уцелевшие войска иранцев спешно отступили назад, на юго-запад, спешно форсировали Джайхун и вернулись в Хорасан. Отступил и Бабур со своим уцелевшим войском, а Шейбанидам удалось окончательно закрепиться в Мавераннахре.
Эта битва сыграла большую роль в противостоянии Сефевидов и Шейбанидов, предотвратила зависимость Мавераннахра от иранской Империи Сефевидов, а также не допустила насаждения Сефевидами шиитского толка ислама в Мавераннахр.
Через примерно пять месяцев после гибели Наджми Сани, на его место Исмаилом Сефеви был назначен Абдул-Баки Язди.